# Hallburg (Volkach)
Hallburg ist eine Einöde auf der Gemarkung der Stadt Volkach im unterfränkischen Landkreis Kitzingen.

## Geografische Lage
Hallburg befindet sich im Süden des Volkacher Gemeindegebietes auf der sogenannten Weininsel. Nördlich, durch den Altmain getrennt, befindet sich Astheim, im Nordosten die Stadt Volkach. Südöstlich liegt Dimbach. Südlich der Hallburg beginnt das Gemeindegebiet von Sommerach, westlich befindet sich Nordheim am Main.
Nächstgelegene größere Städte sind Kitzingen in einer Entfernung von etwa 12 Kilometern, sowie Schweinfurt, das ungefähr 22 Kilometer entfernt ist. Die nächste Großstadt ist Würzburg in einer Entfernung von 21 Kilometern.
Naturräumlich bildet das Gebiet um die Hallburg, Dimbach und Reupelsdorf eine eigene Untereinheit, die von großen Flugsandgebieten geprägt wird. Dieses Dimbacher Flugsandgebiet ist Teil der Kitzinger Mainebene im Steigerwaldvorland, die zu den Mainfränkischen Platten gezählt wird. Südlich von Gut Hallburg entspringt der Rothenbühlgraben.

## Geschichte

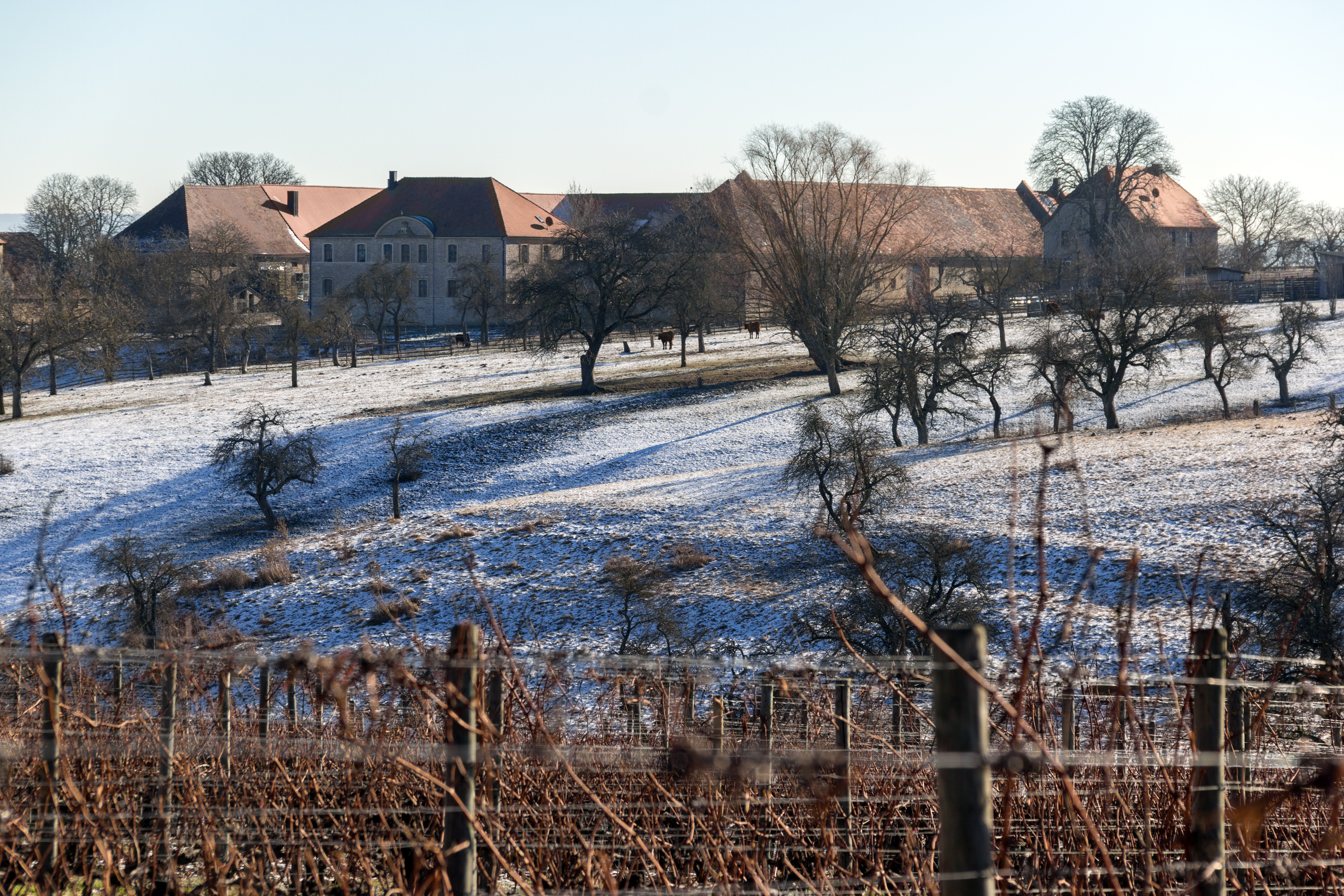
Hallburg Gut

Der Ortsteil besteht aus der Burg Hallburg und einem danebengelegenen Gutshof. Die Burg, die erstmals 1230 in den Quellen genannt wurde, war zunächst im Besitz der Herren von Castell. Das Gebäude diente den Grafen als Zollburg am Main. Mit dem Sühnevertrag von 1230 mussten sie die Burg allerdings an das Bistum Würzburg abtreten. Nach mehreren Besitzerwechseln erhielten die Zollner von der Hallburg das Gelände als Lehen. Sie konnten es bis ins 17. Jahrhundert halten.
Im Jahr 1634 hatten die Grafen von Stadion Burg und Gemarkung in ihrem Besitz, es folgten die Grafen von Stauffenberg, die bis 1803 in den Gebäuden lebten. Mit der Mediatisierung wurden die Grafen von Schönborn Eigentümer der Burg. Fortan wurde die Gemarkung der Hallburg von Gaibach aus mitverwaltet, der Gutshof entstand. Die Hallburg wurde mit ihrer Gemarkung dem Landgericht Volkach zugeordnet, 1955 wurde sie von Gaibach getrennt und als erster Stadtteil Volkach zugeschlagen.

## Sehenswürdigkeiten
Das guterhaltene Burgareal ist ein beliebtes Ausflugsziel. Hier befinden sich heute der landwirtschaftliche Gutshof und das Weingut Graf von Schönborn mit einer Vinothek. Bis zu einem Brand 2016 war in der Burg auch ein Gasthof untergebracht. Mittelpunkt der Anlage ist der Bergfried aus dem 13. bzw. 14. Jahrhundert. Ein angeschlossener Wohntrakt weist Staffelgiebel auf. Er entstand im 16. Jahrhundert und enthält die um 1400 geweihte Burgkapelle St. Pankratius.
Auf der Hallburger Flur befindet sich das Naturschutzgebiet Wald an der Hallburg. Außerdem wird hier die Weinlage Hallburger Schlossberg angebaut.